# Paško Romac
Paško Romac (Vukšić, kod Benkovca, 17. svibnja 1913. – Beograd, 8. studenog 1982.) bio je sudionik Narodnooslobodilačke borbe, društveno-politički djelatnik SFR Jugoslavije, SR Srbije i SAP Vojvodine, te narodni heroj Jugoslavije.

## Biografija

### Mladost
Rođen je 13. svibnja 1913. godine u selu Vukšić kod Benkovca. Nakon završene osnovne škole odlazi učiti krojački zanat u Kostajnicu. Kasnije je napustio zanat i vratio se rodno mjesto. Ubrzo je postao seoski sluga u Vodicama. Nakon godinu dana otišao je u Tomaš (selo pored Bjelovara) te se isto zaposlio kao seoski sluga. Tu je stupio u kontakt sa Stevom Švabićem, članom CK KPJ, koji ga je uveo u krug komunista. Godine 1936. postao je član Komunističke partije Jugoslavije.
Tijekom služenja vojnog roka otkriveno je njegovo komunističko djelovanje pa je izveden pred vojni sud koji ga je osudio na osam i pol godina zatvora. Kaznu je služio u Skoplju, Nišu i Srijemskoj Mitrovici.
Dok je bio u zatvoru, nastavio je sudjelovati u komunističkim aktivnostima. U Srijemskoj Mitrovici odmah se opredijelio za apel CK KPJ upućen komunistima u zatvoru 1937. godine, a vezano uz frakcijsko djelovanje Petka Miletića. Tada je biran za člana Kaznenog komiteta KPJ. Potom je aktivno sudjelovao u pripremi bijega iz zatvora u kolovozu 1941. godine. Nakon uspješnog bijega, zajedno s partijskom organizacijom s terena, početkom rujna 1941. godine, osnovao je Fruškogorski partizanski odred. Paško je izabran za pripadnika vojske.

### Drugi svjetski rat
Po direktivi CK KPJ javlja se Glavnom štabu NOPO Srbije u Krupnju, nakon čega je raspoređen na partijsko-politički rad na Romaniju. Nakon oslobođenja Rogatice 1941. god., izabran je za člana Okružnog komiteta u Rogatici. Dolaskom Prve proleterske brigade i Vrhovnog štaba NOV i POJ u Rogaticu, postavljen je na dužnost u Prvoj proleterskoj brigadi, za političkog komesara Prateće oružničke čete, a zatim za političkog komesara Drugog bataljona brigade. Kada je 6. rujna 1942. godine u selu Dobro kod Livna osnovana Prva dalmatinska proleterska udarna brigada s oko 1200 boraca, Paško Romac imenovan je članom Poliodela. Naime, bio je zadužen za partijsko-organizacijska pitanja.
Nakon borbi Glavne operativne grupe na Sutjesci postavljen je od strane VŠ NOV i POJ za političkog komesara Prve vojvođanske brigade, a nešto kasnije za političkog komesara Šesnaeste vojvođanske divizije. Na toj dužnosti ostao je do kraja rata.

### Nakon Drugog svjetskog rata
Nakon oslobođenja Srijemske Mitrovice, 1944. godine raspoređen je od strane CK KPJ na partijski rad u Vojvodiniu. U travnju 1945. godine izabran je za člana Pokrajinskog komiteta KPJ za Vojvodinu i za člana Politbiroa istog komiteta. Zatim je obnašao dužnost organizacijskog sekretara Pokrajinskog komiteta KPJ za Vojvodinu, sekretara Narodnog fronta, povjerenika za poljoprivredu, člana Glavnog odbora i predsjednika Privrednog vijeća Vojvodine.

### Društveno-političke i stranačke dužnosti
Obavljao je i mnoge druge društveno-političke i stranačke dužnosti:
- Zastupnik u Saveznoj skupštini SFRJ
- Zastupnik u Skupštini Srbije
- Predsjednik Komore proizvođača
- Predsjednik Komisije za društveni nadzor Savezne skupštine SFRJ
- Predsjednik Zadružnog saveza Jugoslavije
- Potpredsjednik Središnjeg vijeća Saveza sindikata Jugoslavije
- Član Centralnog komiteta SKJ
- Sekretar Kontrolne komisije SKJ
- Predsjednik Komiteta za materijalno-financijska pitanja Centralnog komiteta SKJ
- Član Vijeća Federacije

Za člana Centralnog komiteta Saveza komunista Srbije izabran je na Osnivačkom kongresu Komunističke partije Srbije u svibnju 1945. godine.

### Smrt
Umro je 8. studenoga 1982. godine u Beogradu.

## Nagrade
Nosilac je Partizanske spomenice 1941., te nekoliko stranih i jugoslavenskih odlikovanja. Orden narodnog heroja dobio je 27. studenog 1953. godine.

## Knjige
Autor je nekoliko knjiga čija je radnja vezana uz njegova ratna iskustva i dane provedene u zatvoru. U romanu „Bekstvo sa robije” (1951.) opisao je bijeg grupe komunističkih zatvorenika iz kaznionice u Srijemskoj Mitrovici, među kojima je bio i on, dok je u romanu „Borbe“ (1961.) opisao svoje ratne dane provedene u postrojbama u kojima je bio.
Popis knjiga:
- Bekstvo sa robije, Prosveta, Beograd, 1951.
- Borbe: Beleške i sećanja iz narodnooslobodilačkog rata, Matica srpska, Novi Sad, 1961.
- Borbe iza rešetaka, Institut za izučavanje istorije Vojvodine, 1976.
- Kazivanje o Šesnaestoj vojvođanskoj diviziji, Institut za istoriju, 1979.

## Zanimljivosti
- Aleksandar Aca Đorđević (1924. – 2005.) snimio je 1978. godine akcijski film Stići prije svitanja po scenariju autora Vlastimira Radovanovića, temeljen na istinitim događajima opisanima u romanu Paška Romca „Bekstvo sa robije“ (1951.) i feljtonu Stanke Veselinov (1920. – 1984.) „Izvan zidina“ (objavljenog u novosadskom Dnevniku 1976. godine).

- Za ulogu Mije „Mečkara“ u filmu Stići prije svitanja, glumac Stevan Gardinovački dobio je Zlatnu arenu za mušku epizodnu ulogu na Pulskom filmskom festivalu 1978. godine.

## Vanjske poveznice
- Paško Romac u internetskoj bazi filmova IMDb-u (engl.)